# Heinrich zu Schoenaich-Carolath

Heinrich zu Schoenaich-Carolath auf der Titelseite der Berliner Illustrirten Zeitung vom 18. Januar 1892

Heinrich Ludwig Ferdinand Erdmann Deodatus Prinz zu Schoenaich-Carolath, Reichsgraf und Reichsfreiherr von Schoenaich (* 24. April 1852 auf Schloss Amtitz bei Guben; † 20. Juni 1920 in Berlin) war ein deutscher Politiker sowie Freier Standes- und Majoratsherr auf Schloss Amtitz. Er wirkte als Landrat des Kreises Guben, als Mitglied des Preußischen Herrenhauses und des Reichstages.

## Leben und Wirken

### Herkunft, Kindheit und Jugend
Heinrich Prinz zu Schoenaich-Carolath stammt aus der niederlausitzischen uradeligen Familie Schoenaich-Carolath, die 1700 in den Grafenstand erhoben wurde. Ein Zweig der Familie wurde 1741 in den preußischen Fürstenstand nach dem Erstgeburtsrecht aufgenommen. Der jeweilige Familienchef führte den Titel Fürst zu Carolath-Beuthen, die anderen wurden Prinzen zu Schönaich-Carolath genannt. Als jüngster Sohn von Ludwig Ferdinand Karl Erdmann Alexander Deodatus Prinz zu Schoenaich-Carolath (* 26. Juni 1811 in Cölmchen; † 22. Januar 1862 in Amtitz) und Wanda Gräfin Henckel von Donnersmarck (* 1. November 1826 in Breslau; † 11. Februar 1907 in Florenz) wurde Heinrich Prinz zu Schoenaich-Carolath am 24. April 1852 auf Schloss Amtitz südöstlich von Guben geboren. Sein Bruder Karl Ludwig Erdmann Ferdinand Prinz zu Carolath-Beuthen (* 14. Februar 1845 in Dresden; † 6. Juli 1912 in Homburg vor der Höhe) erbte den Fürstentitel vom 1864 verstorbenen Onkel des Vaters, des Generals Heinrich Karl Wilhelm Fürst zu Carolath-Beuthen (* 29. November 1783; † 14. Juli 1864).
Nach der Scheidung seiner Eltern wuchs er ab seinem sechsten Lebensjahr bei seiner Großmutter Gräfin Julie Henckel von Donnersmarck in Breslau auf. Ab 1862 verlebte er seine Jugend wieder bei der Mutter. Sie kümmerte sich wenig um seine Erziehung. Stattdessen musste er sie auf Reisen in die Schweiz, nach Nizza und nach Paris begleiten. Sein Vormund seit dem Tod seines Vaters, Fürst Hatzfeldt zu Trachenberg, sah sich schließlich genötigt, den Jungen von der Mutter zu nehmen und ihn am 1. August 1867 in die Ritterakademie in Liegnitz zu schicken. Diese besuchte er von der Untertertia bis zur Untersekunda, nach der er die Anstalt im Ostern 1870 verließ, um sich auf den Heeresdienst vorzubereiten.
Als Fahnenjunker trat er 1870 in das preußische Husaren-Regiment Nr. 15 in Düsseldorf ein. Mit diesem nahm er am Deutsch-Französischen Krieg teil, focht u. a. in der Schlacht bei Spichern. Am 31. Dezember 1870 wurde er zum Sekondeleutnant befördert. Nach dem Krieg folgte er seinem Regiment in die neue Garnison nach Wandsbeck und Itzehoe. Im Mai 1875 verließ er die Husaren, er holte das fehlende Reifezeugnis durch eine Nachprüfung nach und studierte als Leutnant à la suite von 1875 bis 1877 Rechtswissenschaft an der Universität Bonn.

### Landrat
Anschließend beschäftigte sich Schoenaich-Carolath kurze Zeit mit der Verwaltung seiner Standesherrschaft Amtitz. Im November 1878 wurde er zum Landrat des Gubener Kreises ernannt, nachdem er bereits seit Oktober 1877 den bisherigen Landrat Kurt von Reventlou vertrat. Er führte die Kreisordnung von 1872 ein, regelte 1881 die Ausgliederung der Stadt Guben aus dem Landkreis, ließ Dorfstraßen pflastern, 57 km neue Chausseen anlegen und sorgte für Hilfe bei Überschwemmungen an Neiße, Oder und Lubst, so auch von Schiedlo, das fast jährlichem Hochwasser ausgesetzt war und einige Jahre später ganz aufgegeben wurde. Als er 1890 sein Amt niederlegte wandten sich mehr als 4000 Bewohner seines Landkreises in einer Bittschrift an ihn, seinen Posten nicht zu verlassen. Als Anerkennung seiner Leistungen erhielt der scheidende Landrat die Ehrenbürgerwürde der Stadt Guben.

### Mitglied des Herrenhauses und Reichstagsabgeordneter

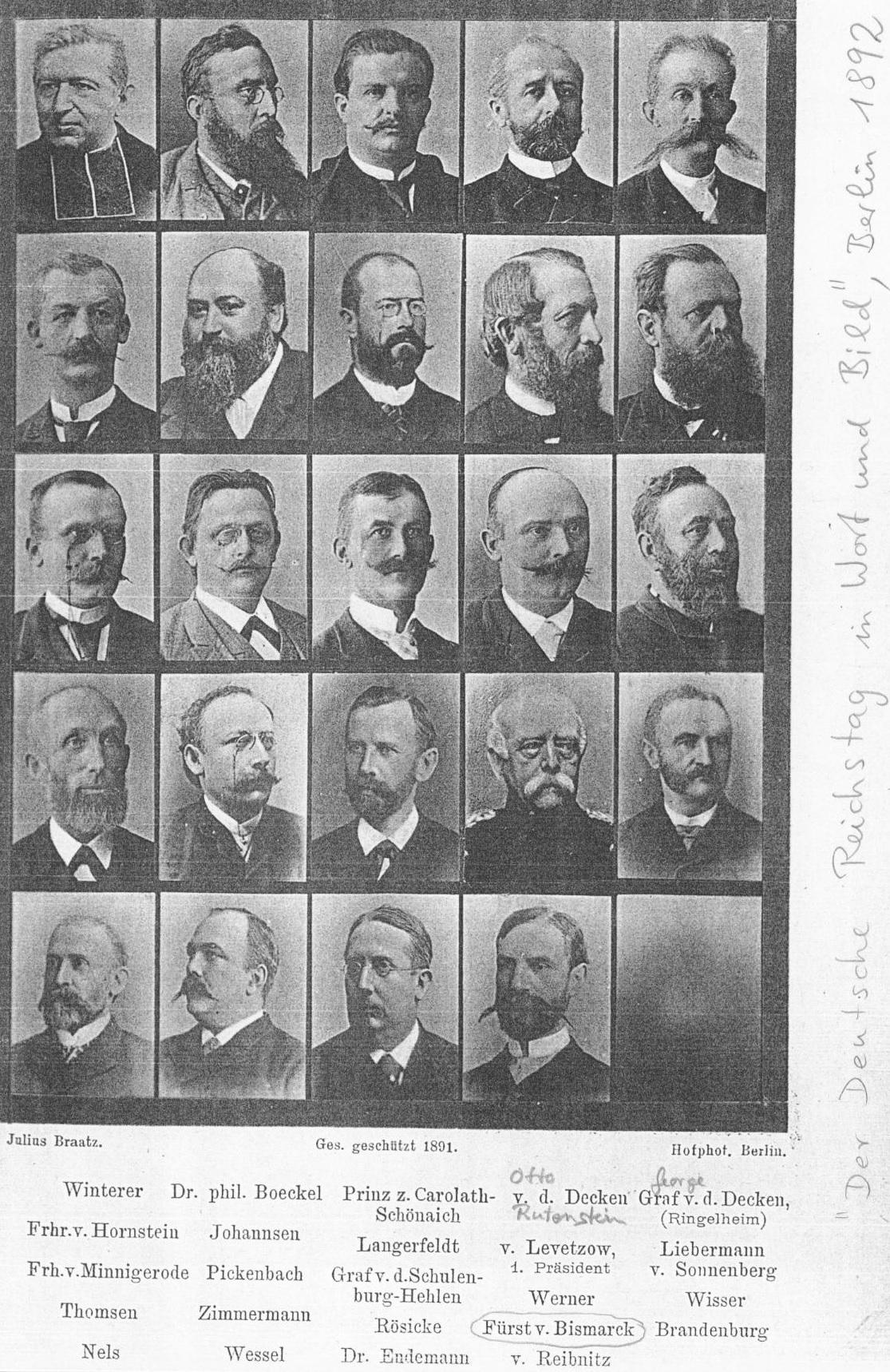
Der deutsche Reichstag in Wort und Bild von Julius Braatz 1892 – Oben in der Mitte Heinrich zu Schoenaich-Carolath. Unter den weiteren Reichstagsabgeordneten ist auch Fürst von Bismark

Er war durch Erbe Herr auf Amtitz und erweiterte den Besitz um die Herrschaft Starzeddel sowie die Güter Raubart und Vettersvelde. Der Besitz der Standesherrschaft Amtitz berechtigte Schoenaich-Carolath zu Sitz und Stimme im Preußischen Herrenhaus, an deren Sitzungen er erstmals am 14. März 1883 teilnahm und in deren Ausschuss für den Staatshaushalt er 1891 gewählt wurde. Oft erschien er aber nicht zu den Sitzungen, weil er dem Herrenhaus mangelnde Wirkung beschied, erst recht nachdem er von den Konservativen zu den Liberalen wechselte. Außerdem war er Mitglied des Kommunallandtages der Niederlausitz.
Bereits seit der Wahl 1881 gehörte er als Freikonservativer dem Reichstag an, wo er den Wahlkreis Guben–Lübben von Jesco von Puttkamer übernahm. Seit 1890 war er Mitglied der nationalliberalen Partei. Er blieb Angehöriger des Reichstages bis 1918.
Heinrich zu Schoenaich-Carolath engagierte sich für die lebendige Frauenbewegung um 1900. Mit zahlreichen prominenten Zeitgenossen, darunter Wilhelm Dilthey, Minna Cauer, Heinrich Rickert oder Adolf Harnack gehörte er der 1893 von Helene Lange gegründeten Vereinigung zur Veranstaltung von Gymnasialkursen für Frauen an, die sich für ein Recht der Frauen auf ein Universitätsstudium einsetzte. Schoenaich-Carolath gehörte 1918 zu jenen Abgeordneten, die sich für das Frauenwahlrecht einsetzten, und mit einer die Mehrheit bildenden Parteienkoalition stellte er einen entsprechenden Antrag, der jedoch wegen der ausbrechenden Revolution nicht mehr zur Abstimmung kam.
Er unterstützte die Sozialgesetzgebung von Otto von Bismarck, lehnte aber dessen Sozialistengesetz ab. Er wurde daher auch „Roter Prinz“ genannt. Mit Wilhelm I. kam es zu einem offenen Konflikt in Militärfragen. Er lehnte das kaiserliche Gnadenrecht in Militärfragen ab. Heinrich zu Schoenaich-Carolath wurde daher 1885 aus dem (inaktiven) Militärdienst entfernt. Aus diesem Grund wurde ihm auch sein Gesuch um den Titel Durchlaucht verweigert. Auch ein entsprechendes Gesuch von 1906 blieb erfolglos. Im Jahr 1897 war er aktiv bei der Spendensammlung für die Opfer der Überschwemmungen in Schlesien. Ihm wurde vorgeworfen, dies zur Wahlagitation genutzt zu haben.
Im Herrenhaus gehörte er zu einer liberal-konservativen Gruppe. Die kritische Haltung auch gegenüber Wilhelm II. wird dadurch deutlich, dass Heinrich zu Schoenaich-Carolath gegenüber Journalisten andeutete, dass der Kaiser bei Personalentscheidungen seinen „spiritistischen Neigungen“ nachkommen würde. Der Kaiser seinerseits bezeichnete ihn als Butter-Heinrich.

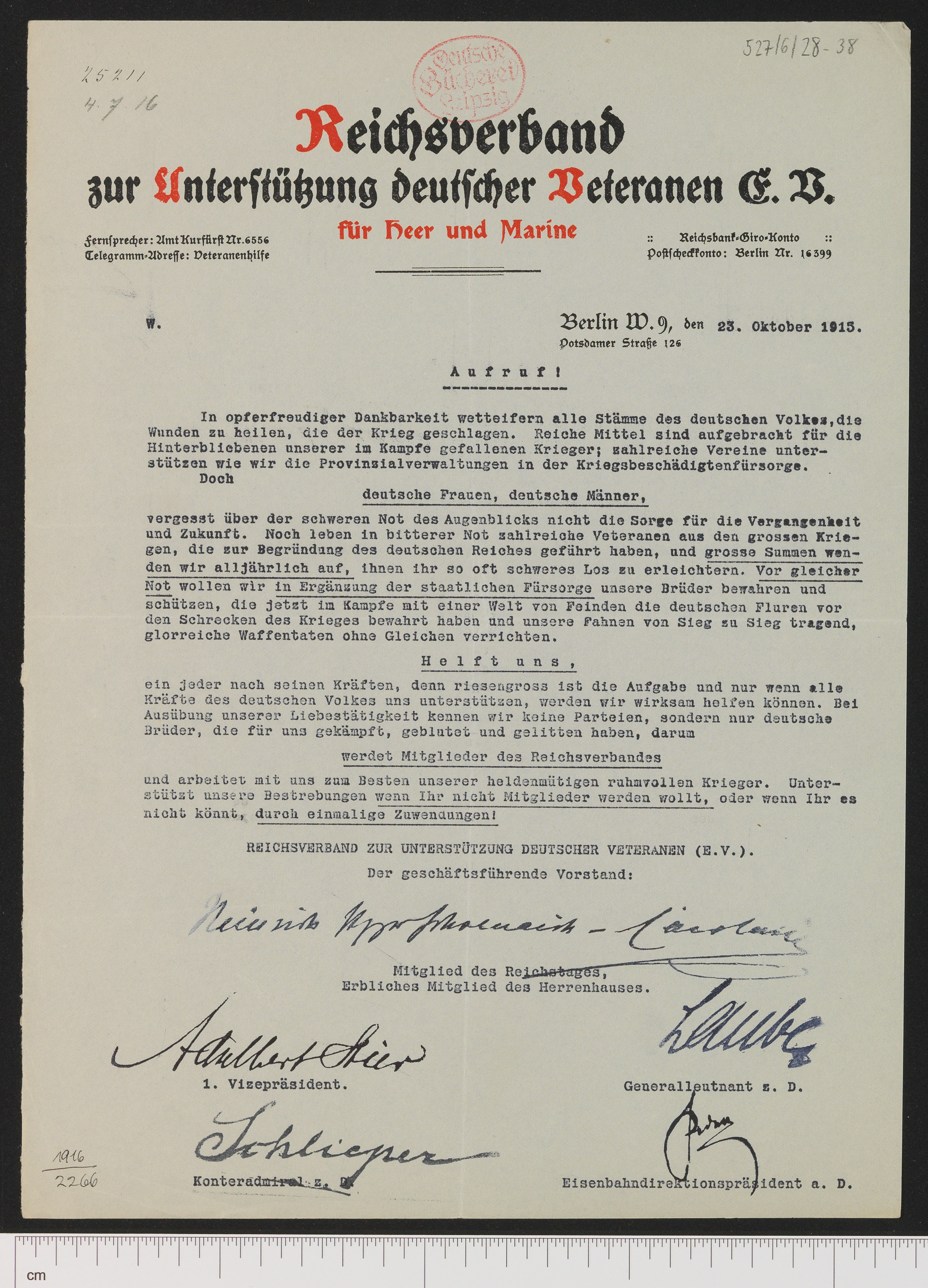
„Aufruf!“ vom Reichsverband zur Unterstützung deutscher Veteranen e. V. für Heer und Marine von 1915.
mit Unterschrift u. a. von Schoenaich-Carolath; Einblattdruck, Deutsche Bücherei

Neben seinen politischen Mandaten war er Vorsitzender der Gesellschaft für Verbreitung von Volksbildung und Vizepräsident der Comenius Gesellschaft. Auch war er Aufsichtsratsmitglied der Schlesischen AG für Bergbau- und Zinkhüttenbetrieb. Heinrich zu Schoenaich-Carolath war aktiver Freimaurer und Großmeister der Großen Loge von Preußen genannt Royale York zur Freundschaft. 1891 wurde er Ehrenmitglied der Niederlausitzer Gesellschaft für Anthropologie und Altertumskunde.

### Familie
Er heiratete am 4. Oktober 1888 die Prinzessin Margarita von Schönburg-Waldenburg (* 18. Juli 1864 in Droyßig; † 21. Januar 1937 in Starzeddel, heute Starosiedle, Gemeinde Gubin), Tochter von Hugo zu Schönburg-Waldenburg (1822–1897). Aus der Ehe gingen keine Kinder hervor. Erbe der Herrschaft Amtitz wurde nach dem Genealogischen Handbuch des Adels Prinz Ferdinand von Schönaich (* 5. April 1913, † 17. Oktober 1973), Sohn des Johann Georg von Schönaich-Carolath-Mellendorf und der Hermine von Schönaich-Carolath (geb. Prinzessin von Reuss-Greiz). Prinz Ferdinand wurde 1945 vertrieben und enteignet, lebte zuletzt in Hessen. Er selbst wurde Journalist, war dreimal verheiratet. Auch das Amtitzer Schloss wurde abgebrannt und später völlig beseitigt.

### Sekundärliteratur
- Hermann Christern: Deutsches Biographisches Jahrbuch. Überleitungsband 2: 1917–1920. Deutsche Verlagsanstalt Stuttgart, Berlin u. a. 1928.
- Niederlausitzer Mitteilungen. Band 15, Guben 1922, S. 1–2; Band 20, Guben 1931, S. 246–249. DNB
- Eugen Lennhoff, Oskar Posner, Dieter A. Binder: Internationales Freimaurerlexikon. Erw. Auflage (Original 1932), Herbig, München 2000, ISBN 978-3-7766-2161-7, S. 171
- Bernd Haunfelder: Die liberalen Abgeordneten des Deutschen Reichstags 1871–1918. Ein biographisches Handbuch. Aschendorff, Münster 2004, ISBN 978-3-402-06614-0, S. 364–365.
- Acta Borussica. Die Protokolle des Preußischen Staatsministeriums 1817–1934/38. Band 7: 8. Januar 1879 bis 19. März 1890. Neue Folge, 1. Reihe, Hrsg. Jürgen Kocka, Wolfgang Neugebauer (Protokolle des preußischen Staatsministeriums. Band 7), Berlin-Brandenburgische Akademie der Wissenschaften, Berlin 2006, S. 456. DNB